# Muối biển Kampot

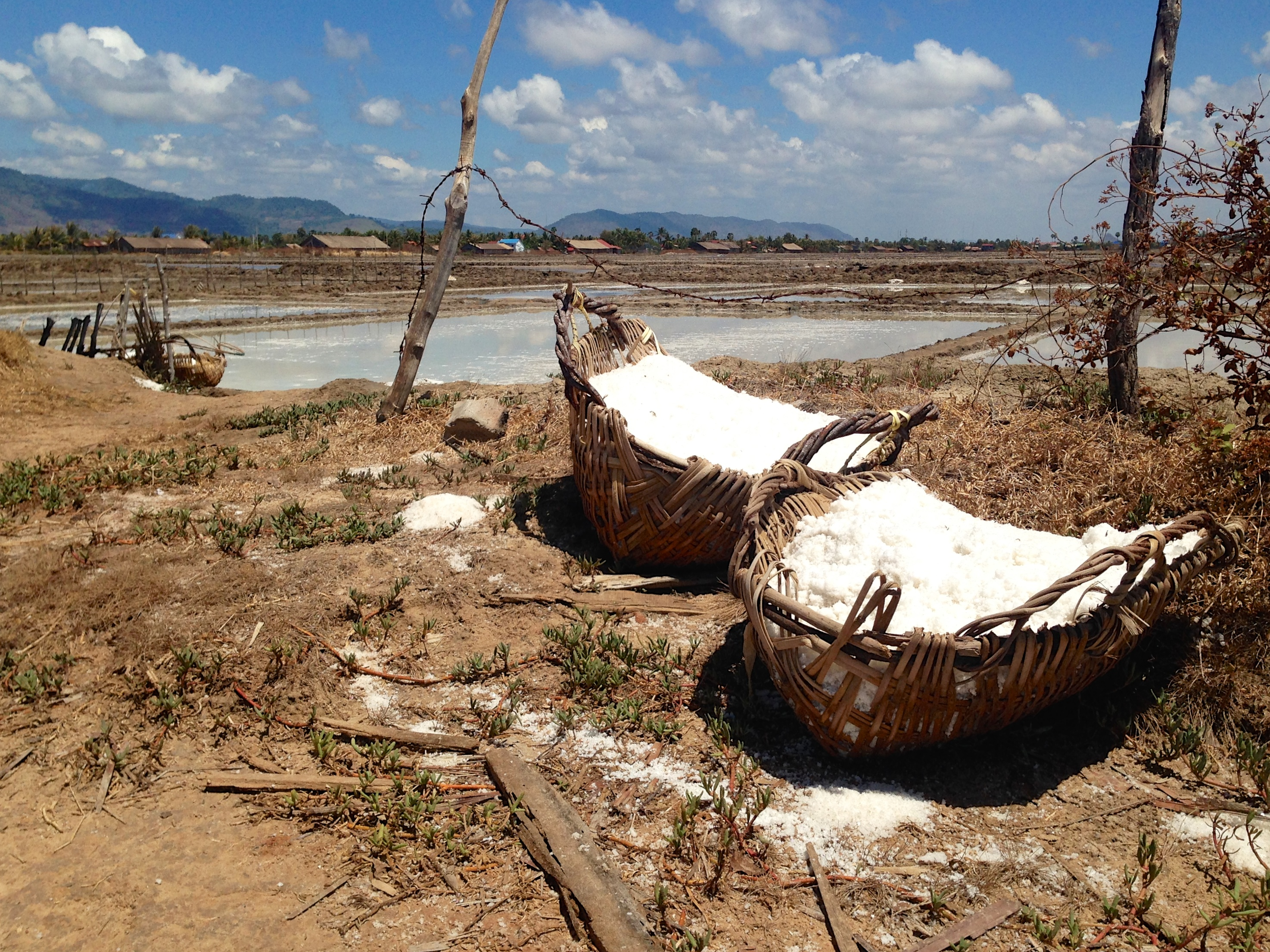
Những giỏ muối biển Kampot với những ruộng muối.

Muối biển Kampot (tiếng Khmer: កំពតអំបិលសមុទ្រ, tiếng Pháp: Sel de mer de Kampot) được chiết xuất từ nước biển thông qua các ruộng muối ở các tỉnh ven biển Kampot và Kep. Các trang trại muối có diện tích khoảng 4.748 ha đất ở cả hai tỉnh và thuộc sở hữu của 200 gia đình là thành viên của Hiệp hội muối Kampot-Kep.
Muối biển Kampot có chất lượng cao nhất là Hoa muối Kampot (ផ្កាអំបិលកំពត, Fleur de sel de Kampot), fleur de sel được thu hoạch với số lượng nhỏ từ mỗi ruộng chỉ trong tháng 4 và tháng 5, những tháng ấm nhất trong năm, khi có ít hoặc không có gió.

## Lịch sử

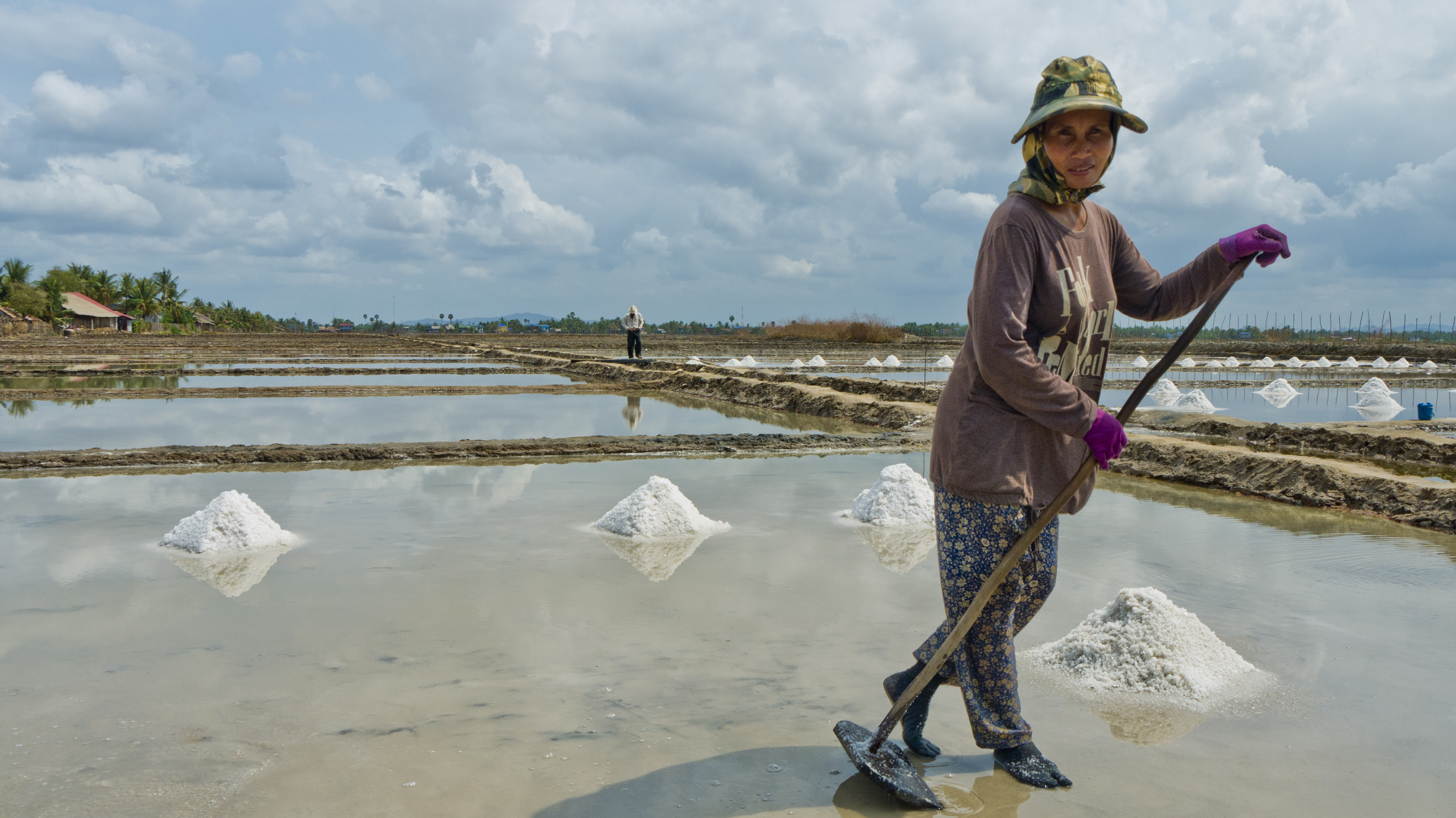
Một phụ nữ làm việc trên ruộng muối ở Kampot.

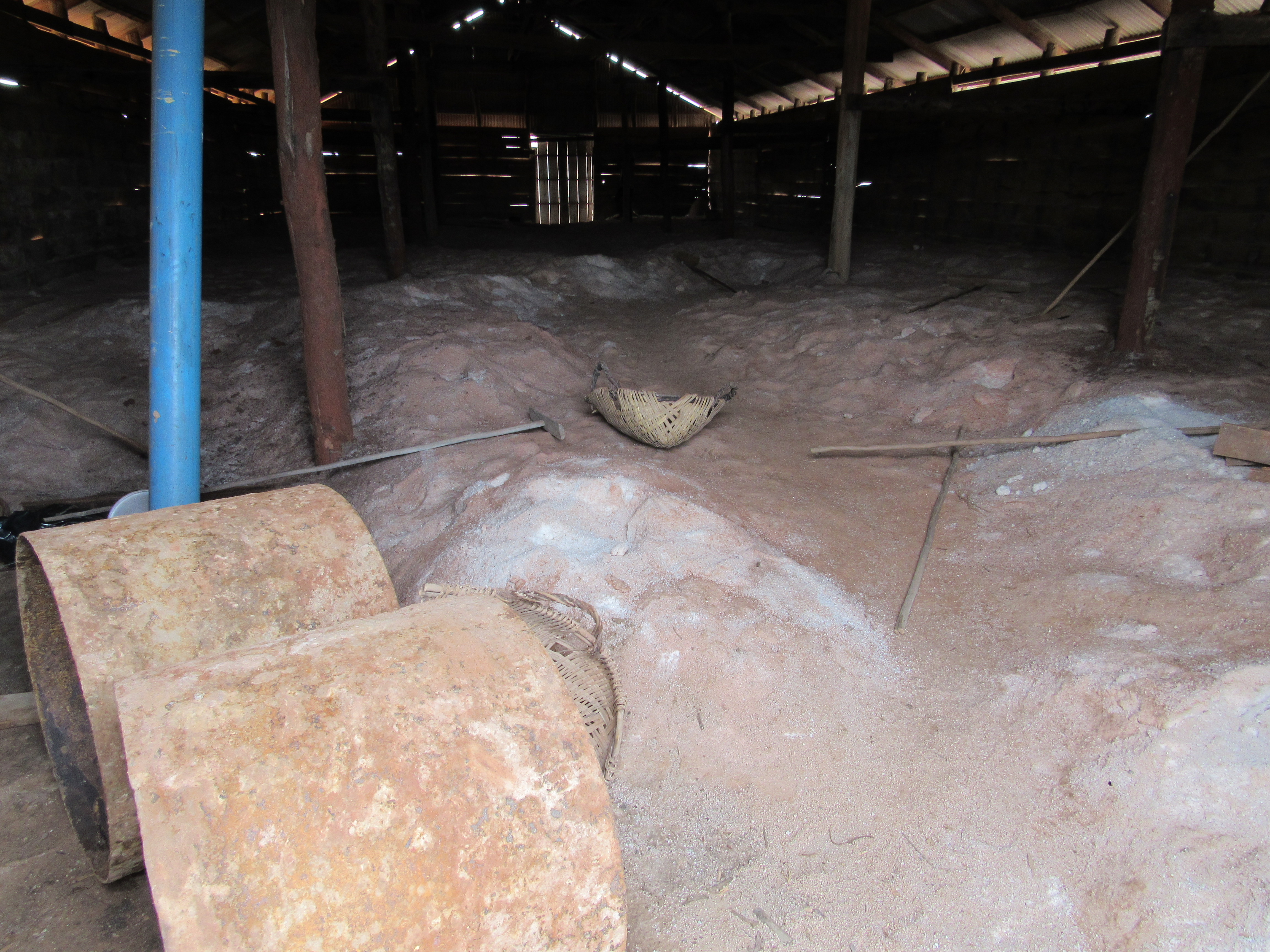
Kho chứa muối biển Kampot.

Sản xuất muối có lịch sử lâu đời trong khu vực, nhưng ngành công nghiệp này đã phát triển nhanh chóng trong những năm 1940 và 1950. Trong thời kỳ Khmer Đỏ và cuộc Nội chiến Campuchia sau đó, sản xuất muối đã được quốc hữu hóa. Năm 1986, một nhóm cư dân Kampot được nhà nước cấp 50 ha đất và cho phép bắt đầu sản xuất muối với tư cách là doanh nghiệp tư nhân.
Năm 2014, do điều kiện thời tiết thuận lợi và mùa thu hoạch kéo dài, thu được 147.000 tấn muối biển Kampot, gần gấp đôi so với năm ngoái là 80.000 tấn. Năm 2015, mùa khô kéo dài đã cho thu hoạch 170.000 tấn muối, nâng lượng muối biển Kampot dự trữ của Campuchia lên 270.000 tấn. Lượng muối biển Kampot thu hoạch giảm xuống còn 140.000 tấn vào năm 2016. Năm 2017, hợp đồng xuất khẩu giữa hãng sản xuất địa phương Confirel Co Ltd và công ty Le Guerandais của Pháp được ký kết cho 20 tấn muối biển Kampot thô chưa qua chế biến với giá 58 USD mỗi tấn, đánh dấu hợp đồng xuất khẩu đầu tiên cho một hãng sản xuất muối biển Kampot.
Năm 2018, để giải quyết tình trạng thiếu iod của người dân, chính phủ Campuchia đã cấm bán muối không có iod ở Campuchia từ năm 2019, trong khi việc ion hóa muối đã được thực hiện bắt buộc đối với các hãng sản xuất muối Campuchia từ năm 2003.
Cuối những năm 2010, các hãng sản xuất muối Campuchia báo cáo các hình thái thời tiết thay đổi và mực nước biển dâng cao gây ra bởi sự ấm lên toàn cầu đang ảnh hưởng tiêu cực đến sản xuất muối Kampot. Mức thấp kỷ lục 18.430 tấn muối biển Kampot được thu hoạch vào năm 2019. Do thu nhập ngày càng giảm, một số hãng sản xuất muối Campuchia bắt đầu bán các ruộng muối của họ và con cái của các diêm dân buộc phải bỏ học, khiến Bộ Công nghiệp, Khoa học, Công nghệ và Đổi mới của Campuchia thành lập một nhóm làm việc vào năm 2021 để giải quyết vấn đề. Năm 2022, Bộ đã trình bày chiến lược sản phẩm muối 2022–2026 để phát triển, quản lý và bảo tồn các ruộng muối, cũng như nâng cao hiệu quả kinh tế của sản xuất muối.